# Alfred Albert Arraj
Alfred Albert Arraj (* 1. September 1906 in Kansas City, Missouri; † 23. Oktober 1992 in Denver, Colorado) war ein US-amerikanischer Jurist. Nach seiner Berufung durch Präsident Dwight D. Eisenhower fungierte er von 1957 bis 1976 als Bundesrichter am Bundesbezirksgericht für den Distrikt von Colorado.

## Werdegang
Nach seinem Schulabschluss besuchte Alfred Arraj die University of Colorado in Boulder, an deren Law School er 1928 den Bachelor of Laws erwarb. Anschließend praktizierte er bis 1949 abwechselnd in Denver und Springfield als Rechtsanwalt. Zwischen 1942 und 1946 diente er in der US Army, in der es bis zum Major aufstieg. Von 1949 bis 1957 war er als Richter am Colorado District Court für den 15. Gerichtsbezirk seines Staates tätig.
Am 2. Juli 1957 wurde Arraj durch Präsident Eisenhower als Nachfolger von Jean Sala Breitenstein zum Richter am United States District Court for the District of Colorado ernannt. Nach der Bestätigung durch den US-Senat, die am 5. August desselben Jahres erfolgte, konnte er am Tag darauf sein Amt antreten. Von 1959 bis 1976 war er als Chief Judge Vorsitzender dieses Bundesgerichts. Am 31. August 1976 wechselte er in den Senior Status und ging damit faktisch in den Ruhestand. Sein Sitz fiel an John L. Kane; den Vorsitz des Gerichts übernahm Fred M. Winner. Alfred Arraj verstarb am 23. Oktober 1992 in Denver. Das dortige Bundesgerichtsgebäude ist nach ihm benannt.